# Cultura digitale
La cultura digitale è un insieme di conoscenze, valori, norme e pratiche che si sono sviluppati in relazione all'utilizzo delle nuove tecnologie digitali. Questa cultura si distingue per l'importanza attribuita alla condivisione, partecipazione e accesso alle informazioni in modo trasparente e aperto.

## Storia
La cultura digitale deriva da tre processi che si sono verificati tra la fine degli anni Sessanta e la metà dei Settanta: la rivoluzione della tecnologia dell'informazione, la crisi economica di capitalismo e statalismo e il fiorire di movimenti sociali come il libertarismo, la difesa dei diritti umani, il femminismo e l'ambientalismo. Questi processi e le relazioni che hanno creato hanno portato alla nascita di una nuova struttura sociale, una nuova economia e una nuova cultura: la società in rete, l'economia dell'informazione globale e la cultura della virtualità reale.
A partire dagli anni '60 infatti, negli Stati Uniti prendono forma i primi progetti relativi alla rete Arpanet, poi chiamata Internet. Da questo progetto scaturiscono una serie di tecnologie e innovazioni che ci hanno portato sempre più verso una cultura di tipo digitale. Infatti, in quel periodo aumentano le pubblicazioni, i consumi e la manipolazione delle informazioni, in particolare usando computer e reti di computer. In origine, Internet veniva utilizzato per scambiare dati tra computer, per esempio all'interno di una stessa istituzione; è soltanto agli inizi degli anni ‘90 che, grazie a Tim Berners-Lee e al suo World Wide Web (una rete di risorse di informazioni basata sull'infrastruttura di Internet), è stato possibile collegare tutti i computer del mondo.
(Lee Siegel)
Accanto al W3 (WWW), si sono sviluppati i primi browser (strumenti per navigare) che hanno permesso la creazione di siti web, che in origine erano i cosiddetti “siti vetrina”, e che successivamente si sono trasformati sempre di più fino a diventare interattivi grazie al web 2.0. 
La trasformazione del Web ha propiziato quella della società, che è diventata una network society, tipica della cultura digitale dei giorni nostri. I media tradizionali si sono dovuti adeguare alle nuove tecnologie, così non solo si tende a digitalizzare documenti di testo, ma anche la musica, i programmi televisivi, e l'arte. Nasce così anche il fenomeno della convergenza, detta anche multimedialità, che riunisce in un unico supporto le funzionalità, gli usi e gli scopi di tutti gli altri media.
Il mondo digitale ha semplificato l'uso dei servizi offerti e ciò ha portato numerosi vantaggi agli utenti. Negli ultimi decenni, l'importanza del digitale è cresciuta al punto da creare un "capitalismo digitale". Questo sistema economico è potente e diverso da quello che Internet sembrava poter offrire nei primi tempi, quando si pensava che potesse essere un luogo di libertà e di espressione individuale. Tuttavia, l'idea che ogni servizio debba essere gratuito, come professato dalla cultura californiana degli anni Sessanta, non è più prevalente, poiché non sostenibile da un punto di vista economico.

## Caratteristiche
La cultura digitale riguarda non solo il mondo dell'informatica e della tecnologia, ma anche l'arte, la cultura e la società in generale. Include la comprensione dell'informatica, della sicurezza online, della gestione delle informazioni digitali e dell'interazione sociale attraverso piattaforme digitali. La cultura digitale è sempre più importante nell'era moderna, poiché influisce sulla nostra vita quotidiana, sul lavoro, sull'istruzione e sul modo in cui ci connettiamo con gli altri.
Secondo Deuze Mark, professore olandese di Studi sui Media, assegnato all'Università dell'Indiana negli Stati Uniti dal 2004 - in qualità di docente universitario senior - al 2013, la cultura digitale si basa su tre elementi: partecipazione, rimediazione e ri-uso dell'informazione.
- La partecipazione implica un ruolo attivo da parte degli utenti che non sono più solo fruitori passivi dell'informazione ma diventano attori e autori della società dell'informazione. In questo modo si trasforma anche il modello di comunicazione che da "uno-a-molti" diventa di tipo "molti-a-molti".
- Per rimediazione invece si intende le nuove modalità di relazione che si sono venute a creare tra i nuovi e i vecchi media, sottolineando la continua interrelazione che si è venuta a creare in un panorama ormai dominato dalle nuove tecnologie. Attraverso la rimediazione digitale si ha l'adattamento dei contenuti dei vecchi media, in formati supportati da nuovi media: è come se il contenuto sia migrato dal vecchio al nuovo senza subire alterazioni. Tuttavia, se a causa di questo processo i nuovi media si modellano a partire dalle caratteristiche dei precedenti, allo stesso tempo i vecchi media sono costretti a ripensarsi nella logiche innovative che vengono in continuo contatto.
- La terza caratteristica della cultura digitale evidenziata da Deuze è il ri-uso dell'informazione. Con ciò si intende la possibilità di accedere più facilmente all'informazione combinandola, riutilizzandola e condividendola.

Se gestita correttamente e consapevolmente, la cultura digitale può portare a una crescita esponenziale e migliorare lo stile di vita di ogni individuo. Tuttavia, se gestita in modo sbagliato, può risultare superficiale. Come ha detto Bauman, potrebbe essere una manifestazione della società fluida in cui si perde di senso e si resta solo in superficie.

## Prodotti della cultura digitale

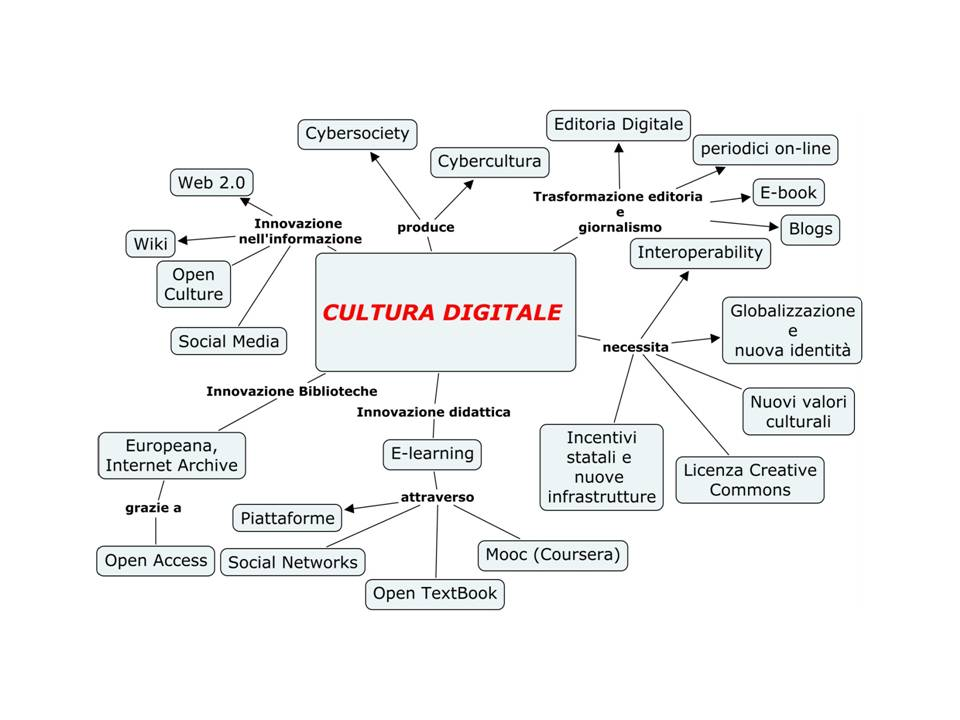
Mappa concettuale

Negli ultimi decenni la cultura digitale ha dato origine a nuovi prodotti come
- il web 2.0
- i blog
- i social network
- le pagine wiki
- l'open access
- le biblioteche
- il crowdsourcing
- l'open culture
- il cloudcomputing
- il web 3.0
- blockchain
- Intelligenza Artificiale

Questi nuovi concetti sono accomunati da intertestualità, interattività, multimedialità e digitalizzazione. Con il Web 3 si è aperta la terza fase di Internet, basata sul concetto di uguaglianza e su reti decentralizzate che distribuiscono la potenza di calcolo (edge computing) e le fonti di informazione (Internet of Things). L'Internet della terza fase ricerca e organizza le informazioni in modo simile all'uomo, per questo è anche chiamato "Web semantico". L'intelligenza artificiale sarà affidata alla logica di Internet e imparerà attivamente grazie al machine learning.

## Problematiche
La cultura digitale presenta diversi vantaggi, ma ad essa sono legate anche alcune problematiche.
In primo luogo, molte aree geografiche sono ancora sprovviste di infrastrutture che permettono la connessione ad internet. In secondo luogo, molte persone non hanno ancora le conoscenze necessarie per utilizzare il web e le nuove tecnologie.
Un'altra problematica legata alla cultura digitale consiste nell'enorme quantità di informazioni alle quali si può avere accesso, ma della cui qualità non si è certi. Infatti sul web chiunque può pubblicare un testo che è sottoposto solo al controllo di altri utenti. Un tipico esempio di questo è l'autoedizione (o self-publishing), che prevede che gli e-book vengano pubblicati direttamente dall'autore senza la mediazione di un editore.
Non meno rilevante è anche l'alfabetizzazione digitale. La conoscenza dell'informatica è importante. Far sì che tutti sappiano come usare la tecnologia li aiuterà a partecipare alla cultura digitale.

## Studiosi della cultura digitale
Sherry Turkle, Jay David Bolter, Lev Manovich, Henry Jenkins, Manuel Castells, Jeremy Rifkin, Howard Rheingold e Pekka Himanen sono alcune delle figure di spicco nel campo della cultura digitale.
- Sherry Turkle è una professoressa di studi sociali sulla scienza e la tecnologia al MIT che ha scritto molto sugli effetti della tecnologia sulla società e sulla psicologia.

- Jay David Bolter è un professore di nuovi media presso il Georgia Institute of Technology, che ha scritto sulla storia e sulla teoria dei media digitali.

- Lev Manovich è un professore di informatica al The Graduate Center, CUNY, ed ha scritto sulle intersezioni tra media digitali e cultura visiva.

- Henry Jenkins è un professore di comunicazione, giornalismo e arti cinematografiche presso l'Università della California del Sud che ha scritto sulla cultura partecipativa e sulla convergenza dei media.

- Jeremy Rifkin è uno scrittore e attivista sociale che ha scritto sull'impatto della tecnologia digitale sull'economia, sulla società e sull'ambiente.

- Howard Rheingold è uno scrittore e educatore che ha scritto sulle implicazioni sociali e culturali dei media digitali e di Internet.

- Pekka Himanen è un filosofo e studioso che ha scritto sulle dimensioni etiche e morali della società dell'informazione.

- Manuel Castells è un sociologo ed economista che ha scritto molto sull'emergere della società in rete e sul ruolo delle tecnologie dell'informazione e della comunicazione nei cambiamenti sociali ed economici. Ha introdotto il concetto di capitalismo informazionale, che consiste nel poter comunicare con chiunque in qualsiasi parte del mondo, e poter scambiare informazioni che possono essere trasformate in conoscenze che poi diventano più efficaci e competitive.[10] Secondo il sociologo l'informazione è un valore, ossia un bene che apporta valore culturale.

Anche il filosofo francese Pierre Lévy teorizza un concetto chiave per la cultura digitale: l'intelligenza collettiva, un'intelligenza che può essere valorizzata grazie alle nuove tecnologie e ai nuovi media. A differenza dei media tradizionali questi permettono una partecipazione attiva all'interno di un cyberspazio che non è strutturato in modo gerarchico ma prevede che tutti gli utenti siano sullo stesso piano: questo è il terreno per l'intelligenza collettiva.
Queste figure hanno tutte contribuito alla nostra comprensione dell'impatto della tecnologia digitale sulla cultura, sulla società e sull'economia. Il loro lavoro ha contribuito a plasmare il campo della cultura digitale e ha influenzato il modo in cui pensiamo al ruolo della tecnologia nelle nostre vite.